# Borneacris mirabilis
Borneacris mirabilis är en insektsart som beskrevs av Willy Adolf Theodor Ramme 1941. Borneacris mirabilis ingår i släktet Borneacris och familjen Trigonopterygidae. Inga underarter finns listade i Catalogue of Life.